# USS Strickland (DE-333)
USS Strickland (DE-333/DER-333) là một tàu hộ tống khu trục lớp Edsall từng phục vụ cùng Hải quân Hoa Kỳ trong Chiến tranh Thế giới thứ hai. Nó là chiếc tàu chiến duy nhất của Hải quân Hoa Kỳ được đặt cái tên này, theo tên Thiếu úy Hải quân Everett C. Strickland (1918-1942), người từng phục vụ cùng tàu tuần dương hạng nặng Astoria (CA-34) và đã tử trận vào ngày 9 tháng 8, 1942 khi Astoria bị đánh chìm trong Trận chiến đảo Savo. Nó đã phục vụ cho đến khi chiến tranh kết thúc, xuất biên chế năm 1946, rồi được xếp lại lớp như một tàu hộ tống khu trục cột mốc radar DER-333 để tiếp tục phục vụ từ năm 1952 đến năm 1959. Con tàu cuối cùng bị bán để tháo dỡ vào năm 1974. Strickland được tặng thưởng một Ngôi sao Chiến trận do thành tích phục vụ trong Thế Chiến II.

## Thiết kế và chế tạo
Lớp Edsall có thiết kế hầu như tương tự với lớp Cannon dẫn trước; khác biệt chủ yếu là ở hệ thống động lực Kiểu FMR do được trang bị động cơ diesel Fairbanks-Morse dẫn động qua hộp số giảm tốc đến trục chân vịt. Đây là cấu hình động cơ được áp dụng rộng rãi trên tàu ngầm, được chứng tỏ là có độ tin cậy cao hơn so với lớp Cannon.
Vũ khí trang bị bao gồm ba pháo 3 in (76 mm)/50 cal trên tháp pháo nòng đơn có thể đối hạm hoặc phòng không, một khẩu đội pháo phòng không Bofors 40 mm nòng đôi và tám pháo phòng không Oerlikon 20 mm. Vũ khí chống ngầm bao gồm một dàn súng cối chống tàu ngầm Hedgehog Mk. 10 (có 24 nòng và mang theo 144 quả đạn); hai đường ray Mk. 9 và tám máy phóng K3 Mk. 6 để thả mìn sâu. Con tàu vẫn giữ lại ba ống phóng ngư lôi Mark 15 21 inch (533 mm), và được trang bị radar SC dò tìm không trung và mặt biển. Thủy thủ đoàn đầy đủ bao gồm 186 sĩ quan và thủy thủ.
Strickland được đặt lườn tại xưởng tàu của hãng Consolidated Steel Corporation ở Orange, Texas vào ngày 23 tháng 8, 1943. Nó được hạ thủy vào ngày 2 tháng 11, 1943, được đỡ đầu bởi bà Everett Strickland, và nhập biên chế cùng Hải quân Hoa Kỳ vào ngày 10 tháng 1, 1944 dưới quyền chỉ huy của Hạm trưởng, Thiếu tá Hải quân Arthur James Hopkins.

## Lịch sử hoạt động

### 1944 - 1946
Sau khi hoàn tất việc chạy thử máy huấn luyện tại khu vực Bermuda, Strickland khởi hành từ Norfolk, Virginia vào ngày 24 tháng 3, 1944 để hộ tống cho Đoàn tàu UGS-37, bao gồm 60 tàu buôn và sáu tàu đổ bộ LST, vượt Đại Tây Dương để đi sang Bizerte, Tunisia. Sau khi đoàn tàu băng qua eo biển Gibraltar để tiến vào Địa Trung Hải, họ bị Không quân Đức theo dõi. Vào chiều tối ngày 11 tháng 4, khi đoàn tàu đang di chuyển ngoài khơi Cape Bengut, Algeria, một lực lượng khoảng 25 máy bay ném bom Dornier Do 217 và Junkers Ju 88 đã ném bom và phóng ngư lôi tấn công đoàn tàu, đánh trúng ngư lôi vào tàu chị em Holder (DE-401) khiến nó hư hại nặng. Strickland vào lúc đó đang bảo vệ bên sườn phải của đoàn tàu đã nổ súng và bắn rơi một chiếc Junkers. Chặng quay trở về Hoa Kỳ không gặp sự cố nào, và các con tàu về đến New York vào ngày 11 tháng 5.
Trong năm tháng tiếp theo sau, Strickland tiếp tục phục vụ hộ tống vận tải trên tuyến đường từ Norfolk sang Bizerte. Sang tháng 10, nó chuyển sang hộ tống các đoàn tàu trên tuyến đường băng qua vùng biển Bắc Đại Tây Dương để đi sang các cảng Anh và Pháp. Khi chiến tranh kết thúc tại Châu Âu vào tháng 5, 1945, con tàu quay trở về New York để tái trang bị, và chuẩn bị để được điều động sang khu vực Mặt trận Thái Bình Dương. Rời New York vào ngày 20 tháng 6, nó đi đến vịnh Guantánamo, Cuba để thực hành huấn luyện trong mười ngày trước khi hướng sang vùng biển Hawaii ngang qua kênh đào Panama.
Sau khi đi đến Trân Châu Cảng vào ngày 25 tháng 7, Strickland vẫn đang tiếp tục thực hành huấn luyện khi Nhật Bản chấp nhận đầu hàng vào ngày 15 tháng 8, giúp chấm dứt vĩnh viễn cuộc xung đột. Nó hộ tống cho một tàu sân bay đi đến Eniwetok thuộc quần đảo Marshall vào ngày 29 tháng 8, rồi từ đây hộ tống cho ba tàu buôn đi sang Nhật Bản, đi đến vịnh Tokyo vào ngày 2 tháng 10. Sau đó nó đi đến Guam, và cho đến tháng 1, 1946 đã viếng thăm Iwo Jima, Truk và Okinawa trước khi lên đường quay trở về Hoa Kỳ. Về đến San Diego, California vào ngày25 tháng 1, con tàu tiếp tục được điều động sang vùng bờ Đông, đi đến Philadelphia, Pennsylvania vào ngày 11 tháng 2, rồi chuyển đến Charleston, South Carolina vào ngày 10 tháng 3.
Strickland được đại tu tại Charleston để chuẩn bị ngừng hoạt động. Nó được kéo đến Green Cove Springs, Florida, và được cho xuất biên chế tại đây vào ngày 15 tháng 6, 1947, được đưa về Hạm đội Dự bị Đại Tây Dương.

### 1952 - 1959
Trong giai đoạn Chiến tranh Triều Tiên, Hải quân huy động trở lại Strickland và cải biến nó thành một tàu hộ tống khu trục cột mốc radar. Con tàu được kéo đến Norfolk, Virginia vào ngày 29 tháng 3, 1951 để đại tu và hiện đại hóa, được xếp lại lớp và mang ký hiệu lườn mới DER-333 vào ngày 1 tháng 10, 1951. Nó tái biên chế trở lại vào ngày 2 tháng 2, 1952 dưới quyền chỉ huy của Hạm trưởng, Thiếu tá Hải quân John Wesley Logan. Sau khi chạy thử máy huấn luyện tại khu vực vịnh Guantánamo, Cuba, nó quay trở lại Norfolk từ ngày 1 đến ngày 27 tháng 6 để sửa chữa sau chạy thử máy, rồi trình diện để phục vụ cùng Tư lệnh Hải đội Hộ tống 16 tại Newport, Rhode Island.

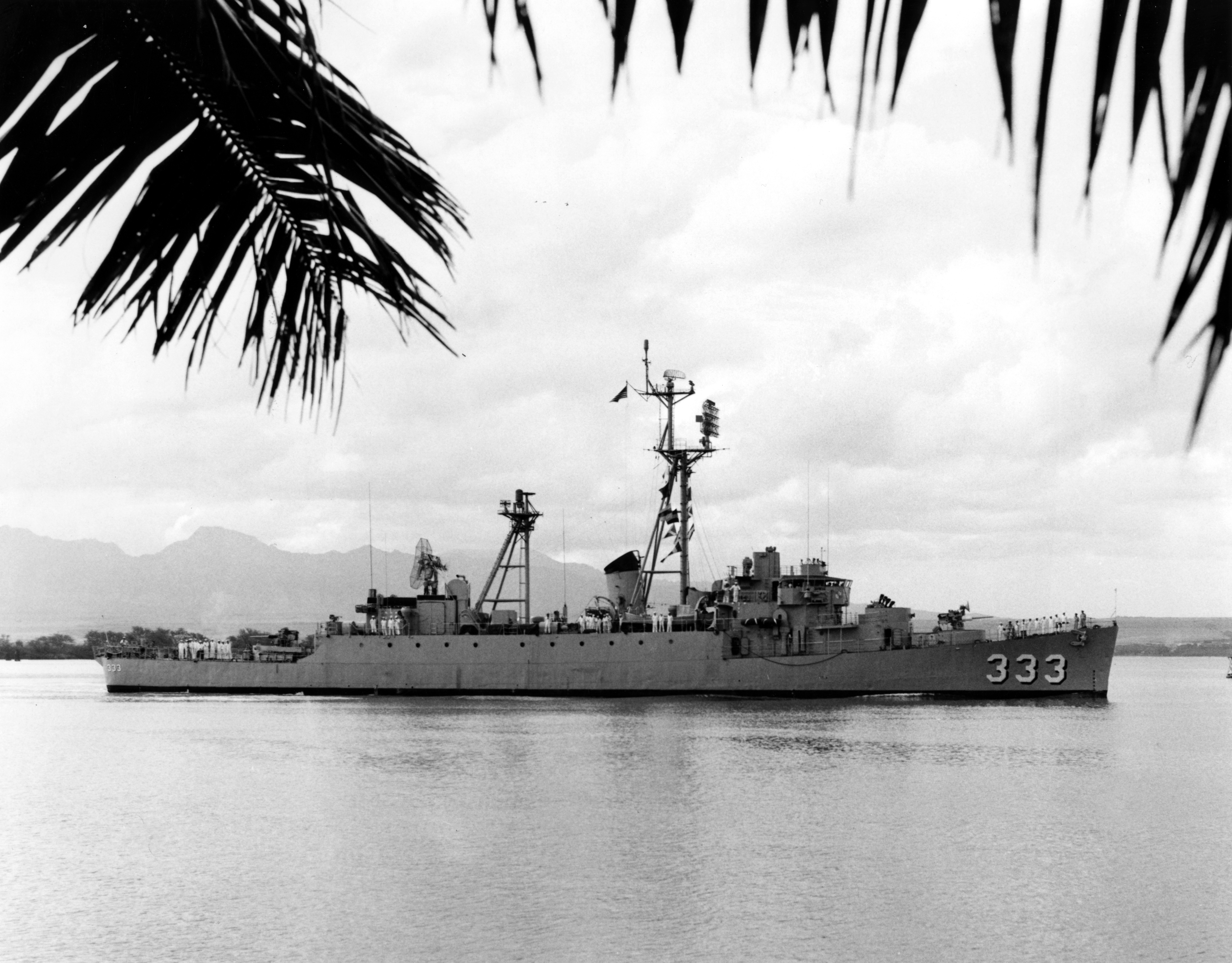
Strickland vào năm 1958.

Trực thuộc dưới quyền Bộ tư lệnh Phòng không phía Đông, Strickland hoạt động phối hợp với Không quân Hoa Kỳ trong một mạng lưới trạm radar rà quét dọc theo các bờ biển Hoa Kỳ. Hoạt động từ cảng nhà Newport, nó phục vụ tại các trạm canh phòng tại Bắc Đại Tây Dương cho đến tháng 10, 1955, khi được đại tu tại Xưởng hải quân New York, đồng thời nâng cấp với những thiết bị radar tiên tiến nhất. Sau khi huấn luyện ôn tập tại vịnh Guantánamo, Cuba, nó quay trở lại Newport vào ngày 18 tháng 3, 1956 để tiếp nối vai trò canh phòng. Vào mùa Hè năm 1956, nó là tàu hộ tống khu trục cột mốc radar (DER) đầu tiên trở thành trạm canh phòng thường trực trong Đường cảnh báo sớm từ xa - (DEW: Distant Early Warning) Line - nhằm cảnh báo sớm khả năng bị máy bay ném bom chiến lược hay tên lửa đạn đạo đối phương tấn công. Nó tiếp tục vai trò này tại khu vực Đại Tây Dương cho đến tháng 7, 1957.
Vào ngày 15 tháng 7, 1957, cùng với bốn tàu hộ tống khu trục cột mốc radar khác, Strickland rời Newport do được điều động sang khu vực Thái Bình Dương, và đi đến cảng nhà mới Trân Châu Cảng vào ngày 18 tháng 8. Con tàu tiếp nối nhiệm vụ tương tự trên đường DEW tại Thái Bình Dương. Từ ngày 2 tháng 10, 1957 đến ngày 24 tháng 3, 1958, con tàu được nâng cấp tại Xưởng hải quân Trân Châu Cảng với những thiết bị liên lạc và radar mạnh mẻ, hơn trước khi tiếp nối hoạt động tuần tra cảnh báo sớm.
Strickland được cho xuất biên chế lần sau cùng vào ngày 17 tháng 6, 1959, và được đưa về Hạm đội Dự bị Thái Bình Dương. Nó được rút tên khỏi danh sách Đăng bạ Hải quân vào ngày 1 tháng 12, 1972, và cuối cùng bị bán cho hãng West Waterway Lumber Co. tại Seattle, Washington để tháo dỡ vào ngày 13 tháng 8, 1974.

## Phần thưởng
Strickland được tặng thưởng một Ngôi sao Chiến trận do thành tích phục vụ trong Thế Chiến II.
|             |  |  |
| Bronze star |  |  |

| Dãi băng Hoạt động Tác chiến (truy tặng)                                     | Huân chương Chiến dịch Hoa Kỳ        | Huân chương Chiến dịch Châu Á-Thái Bình Dương |
| Huân chương Chiến dịch Châu Âu-Châu Phi-Trung Đông với 1 Ngôi sao Chiến trận | Huân chương Chiến thắng Thế Chiến II | Huân chương Phục vụ Phòng vệ Quốc gia         |